# SN 1988V
SN 1988V – supernowa typu Ia odkryta 6 listopada 1988 roku w galaktyce PGC0072027. W momencie odkrycia miała maksymalną jasność 17,20m.